# Orthogonia wolonga
Orthogonia wolonga är en fjärilsart som beskrevs av Chen 1995. Orthogonia wolonga ingår i släktet Orthogonia och familjen nattflyn. Inga underarter finns listade i Catalogue of Life.